# Cassida
Cassida es un género de escarabajos de la familia Chrysomelidae. El género fue descrito científicamente primero por Linnaeus en 1758. Al igual que otros miembros de la subfamilia Cassidinae, las larvas acumulan sus desechos y los usan como escudo para protección contra depredadores. Con 430 especies de distribución paleártica; con solo unas pocas especies, una nativa y cuatro introducidas, en el Neártico. Una generación por año.

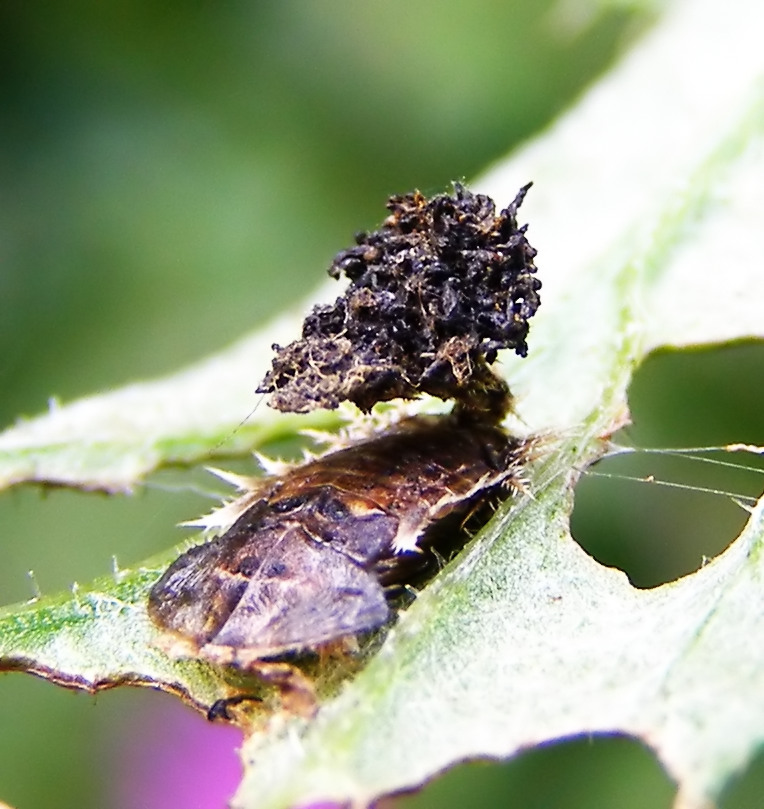
Larva de Cassida viridis con escudo fecal
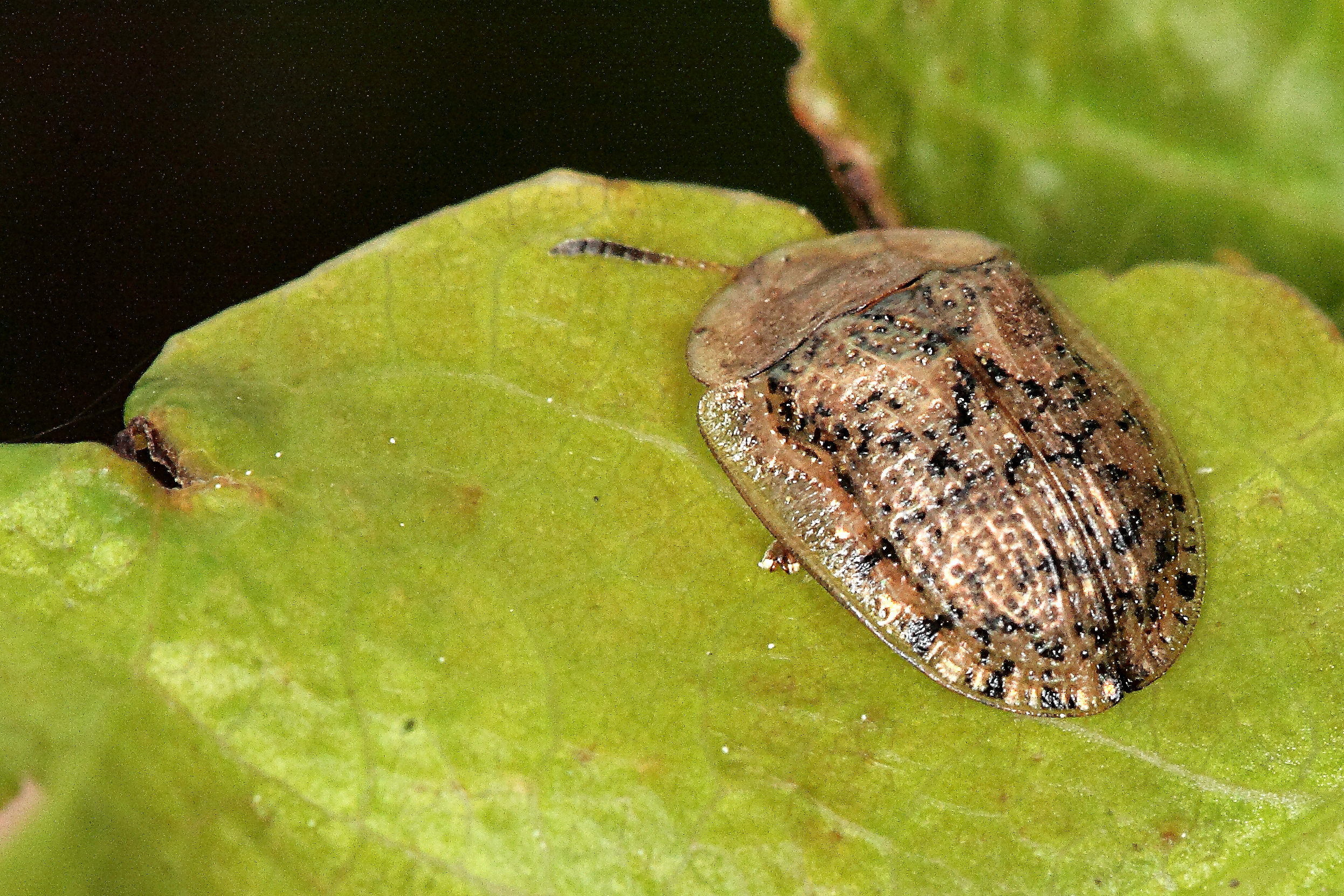
Cassida nebulosa

Lista de especies
- Cassida acutangula Borowiec, 1999
- Cassida algirica Lucas, 1849
- Cassida alpina Bremi Wolf, 1855
- Cassida alticola Borowiec, 1988
- Cassida alticola Chen, 1984
- Cassida amaranthica Medvedev & Eroshkina, 1988
- Cassida ambrica Borowiec, 1999
- Cassida andapaensis Borowiec, 1988
- Cassida antoni Borowiec & Swietojanska, 1997
- Cassida appluda Spaeth, 1926
- Cassida atrata Fabricius, 1787
- Cassida atrofemorata Borowiec & Sassi, 2002
- Cassida atrorubra Borowiec, 1999
- Cassida aurora Weise, 1907
- Cassida azurea Fabricius, 1801
- Cassida beniowskii Borowiec, 1988
- Cassida bergeali Bordy, 1995
- Cassida berolinensis Suffrian, 1844
- Cassida bezdeki Borowiec, 2002
- Cassida brevis Weise, 1884
- Cassida brooksi Borowiec, 1991
- Cassida butterwecki Borowiec, 2007
- Cassida canaliculata Laicharting, 1781
- Cassida capensis Borowiec, 2005
- Cassida chiangmaiensis Borowiec, 2001
- Cassida chrysanthemoides Borowiec & Swietojanska, 2001
- Cassida coelebs Borowiec, 1999
- Cassida corallina Boheman, 1862
- Cassida crucipennis Borowiec, 2003
- Cassida deflorata Suffrian, 1844
- Cassida dehradunensis Borowiec & Takizawa, 1991
- Cassida dembickyi Borowiec, 2001
- Cassida denticollis Suffrian, 1844
- Cassida devalaensis Borowiec & Takizawa, 1991
- Cassida diversepunctata Borowiec & Swietojanska, 2001
- Cassida dolens Borowiec, 1999
- Cassida drakensbergensis Borowiec, 2005
- Cassida elongata Weise, 1893
- Cassida eximia Borowiec & Ghate, 2004
- Cassida fausti Spaeth & Reitter, 1926
- Cassida ferruginea Goeze, 1777
- Cassida flaveola Thunberg, 1794
- Cassida foveolatipennis Borowiec & Swietojanska, 2001
- Cassida fukhanica Medvedev & Eroshkina, 1988
- Cassida fuscomacula Borowiec, 1988
- Cassida hainanensis (Yu in Huang, Yin, Zeng, Lin & Gu, 2002)
- Cassida hemisphaerica Herbst, 1799
- Cassida hexastigma Suffrian, 1844
- Cassida hovacassiformis Borowiec, 1999
- Cassida humeralis Kraatz, 1874
- Cassida hyalina Weise, 1891
- Cassida inopinata Sassi & Borowiec, 2006
- Cassida inquinata Brullé, 1832
- Cassida iranella Lopatin, 1984
- Cassida johnsoni Borowiec, 1988
- Cassida kinabaluensis Borowiec, 1999
- Cassida labiatophaga Medvedev & Eroshkina, 1988
- Cassida laotica Borowiec, 2002
- Cassida lawrencei Borowiec, 1990
- Cassida leucanthemi Bordy, 1995
- Cassida limpopoana Borowiec & Swietojanska, 2001
- Cassida lineola Creutzer, 1799
- Cassida linnavuorii Borowiec, 1986
- Cassida lusitanica Sassi, 1993
- Cassida lycii Borowiec & Swietojanska, 2001
- Cassida madagascarica Borowiec, 1999
- Cassida major Kraatz, 1874
- Cassida margaritacea Schaller, 1783
- Cassida montana Borowiec, 1999
- Cassida monticola Borowiec, 1988
- Cassida morondaviana Borowiec, 2007
- Cassida mroczkowskii Borowiec & Swietojanska, 1997
- Cassida murraea halophila Spaeth in Spaeth & Reitter, 1926
- Cassida mysorensis Borowiec & Swietojanska, 1996
- Cassida namibiensis Borowiec, 2005
- Cassida nebulosa Linnaeus, 1758
- Cassida nepalica Medvedev, 1997
- Cassida nigrodentata Medvedev & Eroshkina, 1988
- Cassida nigroflavens Borowiec, 1988
- Cassida nigrohumeralis Borowiec & Ghate, 2004
- Cassida nilgiriensis Borowiec & Takizawa, 1991
- Cassida nobilis Linnaeus, 1758
- Cassida olympica Sekerka, 2005
- Cassida ovalis Spaeth, 1914
- Cassida paiensis Borowiec, 2001
- Cassida palaestina Reiche, 1858
- Cassida pannonica Suffrian, 1844
- Cassida panzeri Weise, 1907
- Cassida parvula Boheman, 1854
- Cassida pauliani Borowiec, 1999
- Cassida pellegrini Marseul, 1868
- Cassida pfefferi Sekerka, 2006
- Cassida piperata Hope, 1842
- Cassida praensis Borowiec, 2001
- Cassida prasina Illiger, 1798
- Cassida pretiosa Borowiec, 1988
- Cassida pseudomurraea Gruev, 1978
- Cassida pseudosyrtica Medvedev & Eroshkina, 1988
- Cassida pubipennis Borowiec, 1999
- Cassida pusilla Waltl, 1839
- Cassida pyrenaea Weise, 1893
- Cassida quadricolorata Borowiec, 1999
- Cassida queenslandica Borowiec, 2006
- Cassida quinqueasteriza Medvedev & Eroshkina, 1988
- Cassida reticulipennis Borowiec & Swietojanska, 2001
- Cassida rubiginosa O.F. Müller, 1776
- Cassida rubripennis Borowiec, 2002
- Cassida rufovirens Suffrian, 1844
- Cassida sabahensis Swietojanska & Borowiec, 2002
- Cassida sanguinolenta O.F. Müller, 1776
- Cassida sanguinosa Suffrian, 1844
- Cassida sareptana Kraatz, 1873
- Cassida sauteri (Spaeth, 1913)
- Cassida schawalleri Medvedev, 1990
- Cassida scymnoides Borowiec, 1999
- Cassida seladonia Gyllenhal, 1827
- Cassida seniculoides Borowiec, 1999
- Cassida seraphina Ménétries, 1836
- Cassida silvicola Borowiec, 1988
- Cassida smaragdocruciata Medvedev & Eroshkina, 1982
- Cassida spatiosiformis Borowiec & Swietojanska, 2001
- Cassida stigmatica Suffrian, 1844
- Cassida strejceki Sekerka, 2006
- Cassida strigaticollis Borowiec, 1988
- Cassida subacuticollis Borowiec, 1999
- Cassida subreticulata Suffrian, 1844
- Cassida thailandica Borowiec, 2001
- Cassida tianshanica Borowiec & Swietojanska, 2001
- Cassida timorensis Borowiec, 1995
- Cassida transcaspica (Spaeth, 1926)
- Cassida transcaucasia Borowiec & Swietojanska, 2001
- Cassida tuberculata Medvedev & Eroshkina, 1988
- Cassida tumidicollis (Chen & Zia, 1961)
- Cassida turcmenica Weise, 1892
- Cassida umbonata Borowiec, 1999
- Cassida undecimnotata Gebler, 1841
- Cassida unica Swietojanska & Borowiec, 2002
- Cassida variabilis (Chen & Zia, 1961)
- Cassida varicornis (Spaeth, 1912)
- Cassida veselyi Günther, 1958
- Cassida vibex Linnaeus, 1767
- Cassida vietnamica Medvedev & Eroshkina, 1988
- Cassida viridis Linnaeus, 1758
- Cassida vittata Villers, 1789
- Cassida weinmanni Chapuis, 1880
- Cassida weisei (Jacobson, 1894)
- Cassida yoshimotoi Kimoto, 1997